# Aillevans
Aillevans är en kommun i departementet Haute-Saône i regionen Bourgogne-Franche-Comté i östra Frankrike. Kommunen ligger i kantonen Villersexel som tillhör arrondissementet Lure. År 2022 hade Aillevans 126 invånare.

## Befolkningsutveckling
Antalet invånare i kommunen Aillevans
| Referens: INSEE |